# Геліофобія
Геліофобія — це боязнь сонця, сонячного світла або будь-якого яскравого світла. Це різновид специфічної фобії.

## Ознаки та симптоми
Симптоми геліофобії залежать від людини. Легкі хворі можуть відчувати дискомфорт, тремтіння, нудоту або оніміння. Важко хворі можуть відчувати тривогу або страждати від панічних атак. Інші симптоми включають загострення чуття, відсутність концентрації, відчуття захоплення, нерегулярне серцебиття, відчуття голоду, прискорене дихання, пересохлий рот, пітливість, м'язові судоми та фізичний дискомфорт, який насправді не спричинений тілесними ушкодженнями, а є фізичним проявом паніки. і страх, який відчуває геліофобна людина під впливом світла. Цей фізичний біль може виражатися, наприклад, як фантомне відчуття, що їхня шкіра горить під прямим сонячним промінням, навіть якщо візуально видно, що їхня шкіра насправді горить не більше, ніж здорова шкіра в результаті впливу сонця, але тим не менш все ще відчувається як справжній біль для потерпілого. Однак слід виключити інші диференційні діагнози, такі як рідкісна генетична еритропоетична протопорфірія, що характеризується сильним печінням усіх відкритих ділянок шкіри без негайного появи видимих ознак.

## Причини
Фобії класифікуються як тип тривожних розладів. Часто немає помітної причини виникнення фобії, хоча Рахман описує три можливості: класичне обумовлення, вторинне придбання та інформаційне/інструктивне придбання. Іноді вони викликаються шкідливими подіями, що оточують фобічний об'єкт або ситуацію — у цьому випадку, наприклад, сильний сонячний опік, хронічні мігрені, викликані світлом, або травма, що супроводжується яскравим сонячним світлом.
Відповідно до DSM-5, геліофобія буде внесена до категорії «специфічна фобія». Тихоокеанський центр здоров'я припустив, що люди тримаються подалі від сонячного світла через зростаючий страх раку шкіри або сліпоти. Технічно це не геліофобія, а просто необґрунтоване нелогічне рішення. Це включає в себе інтенсивний страх зазнати шкідливого впливу під впливом сонця або яскравого світла, також може викликати геліофобію. Форми геліофобії, засновані на таких страхах, можуть призвести до того, що у хворого з часом розвинеться страх бути в громадських місцях або страх перед людьми загалом через асоціації, оскільки паралізуючий страх яскравого світла може значно обмежити місця, які геліофоб може комфортно відвідувати, а також запобігти ця особа не виходить на вулицю вдень, коли більшість інших людей активні.
Інші захворювання, такі як кератоконус (захворювання очей, яке призводить до надзвичайної чутливості зорового нерва до сонячного та яскравого світла), мігрень, яка може бути спровокована яскравим світлом, і пізня порфірія шкіри, через яку шкіра стає надмірно чутливою до сонячного світла. утворення пухирів може призвести до геліофобії, якщо хворий починає асоціювати біль і дискомфорт із яскравим світлом.

## Ефекти
Постраждалі можуть прикриватися довгим захисним одягом або носити парасольку від сонця, коли виходять на вулицю вдень, або просто взагалі ніколи не виходять на вулицю, коли сонце, залежно від тяжкості страху. Оскільки ті, хто страждає, більше залишаються вдома, ніж ті, хто не страждає, це зробить їх більш схильними до дефіциту вітаміну D, а також до депресії, викликаної поєднанням дефіциту вітаміну D, ізоляції та почуття відчуженості від інших людей, а також постійної темряви . Однак дефіцит вітаміну можна подолати, приймаючи добавки вітаміну D або споживаючи продукти, збагачені вітаміном D.

## Лікування
Геліофобію можна лікувати за допомогою бесідної терапії, експозиційної терапії, методів самодопомоги, груп підтримки, когнітивно-поведінкової терапії та методів релаксації. Для людей із гострою геліофобією рекомендованим способом лікування є медитація проти тривоги.